# Congregatie van Sint-Jan
De Congregatie van Sint-Jan (Frans: Congrégation de Saint-Jean), ook wel Broeders van Sint-Jan is een in 1975 gestichte congregatie binnen de Rooms-Katholieke Kerk.

## Stichting en ontwikkeling
In de zomer van 1975 wilden enkele Franse studenten aan de Zwitserse universiteit van Fribourg samenleven in een religieuze gemeenschap en verzochten de dominicaan en professor Marie-Dominique Philippe (8 december 1912 – 26 augustus 2006) om hen spiritueel te begeleiden. Nadat deze bemoedigd werd door de Franse gestigmatiseerde Marthe Robin nam hij die taak op zich.
De gemeenschap begon bij de cisterciënzers van Lérins bij Cannes, waar de gemeenschapsleden als oblaten werden opgenomen. De aansluiting werd in 1978 goedgekeurd en kreeg de naam "Congrégation Saint Jean", ontleend aan de apostel Johannes. Philippe leidde de stichting van deze nieuwe groepering, maar bleef zelf dominicaan en gaf tot 1982 onderricht aan de universiteit.

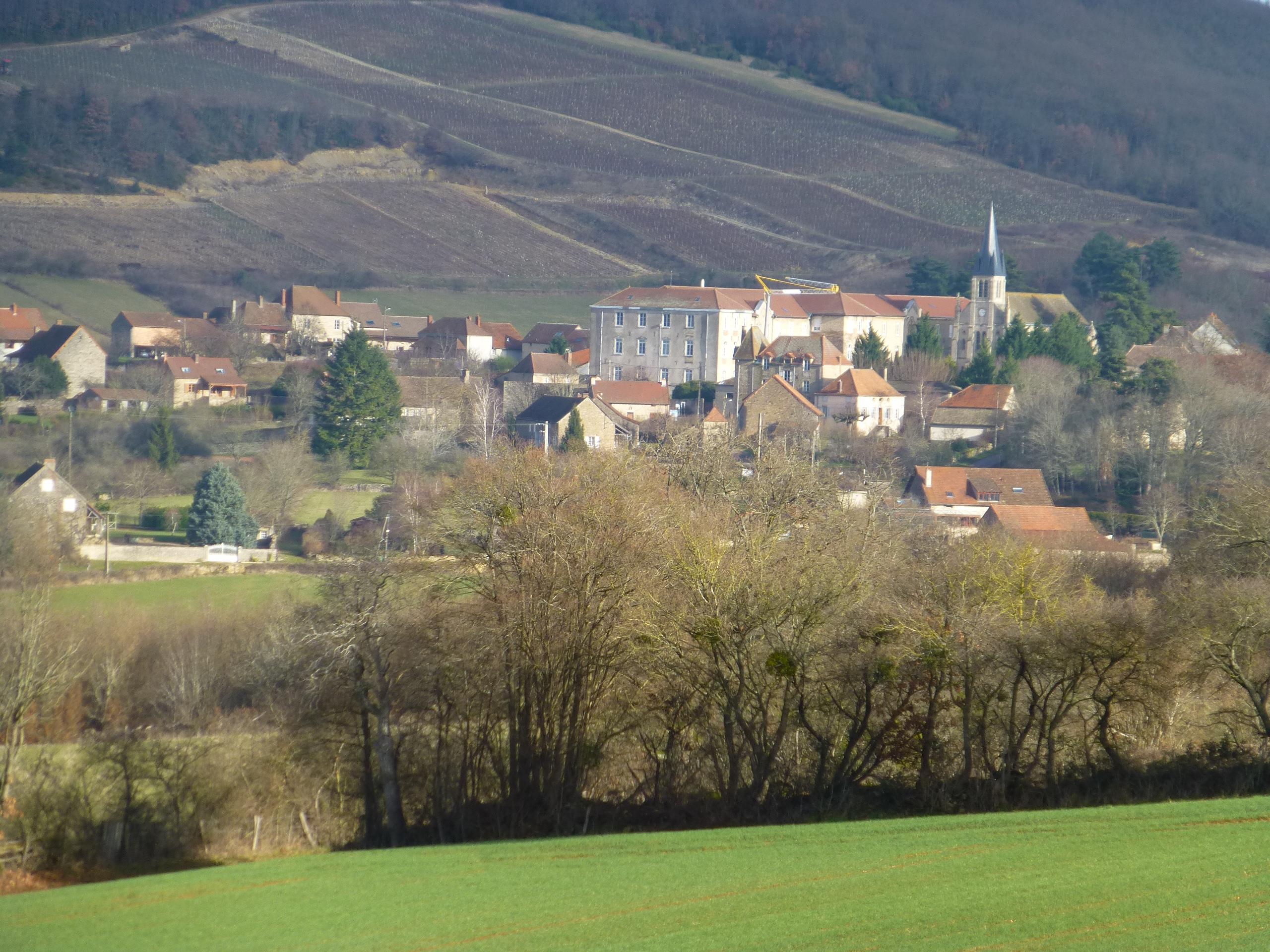
Moederhuis in Rimont-Fley

Omdat de gemeenschap groeide (in 1982 tot circa tachtig leden), vestigde de congregatie zich in Rimont bij Chalon-sur-Saône in Frankrijk. Sinds 1986 werkt de gemeenschap als een congregatie onder het gezag van de bisschop van Autun. Sinds 1987 is de congregatie in Nederland aanwezig, op dit moment zijn er priorijen in Den Haag en in Utrecht.

## Zustercongregaties
In navolging van de broeders werd op 8 december 1982 de orde van contemplatieve zusters van Sint-Jan gesticht, die in 1993 erkend werden. De apostolische zusters van Sint-Jan ontvingen de goedkeuring in 1994. De twee zustercongregaties hebben een autonoom bestuur. 

## Charisma: spiritualiteit en missie

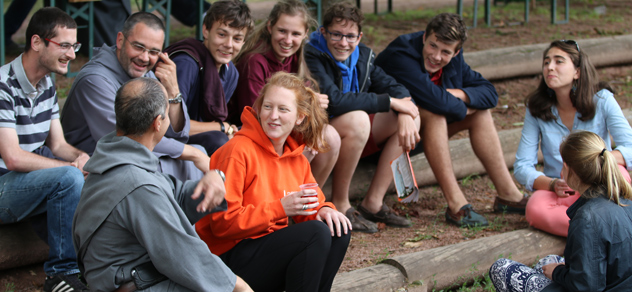
Freres-saint-jean-notre-vie-apostolique

De verwijzing naar de apostel Johannes betekent voor de broeders een roeping "tot vriendschap met Christus, tot het zoeken naar de waarheid en tot broederlijke communio. We willen daarvan getuigen aan de mensen tot wie wij gezonden worden." (Charisma, 6) Hun "leven is gegrondvest op 4 pijlers: het gebedsleven, het gemeenschapsleven, een leven van studie en het apostolisch leven" (Charisma, 10) waarbij de belangrijkste apostolische taken bestaan "in menselijke en christelijke vorming" en "door ons leven van gebed, de gemeenschappelijke zending, en broederlijke samenwerking van ons gemeenschapsleven een gastvrije plaats maken waar ieder de liefde van Christus kan ontdekken en met Hem op weg kan gaan. (Charisma, 14) " (Het Charisma van de Broeders van Sint Jan)
In de vorming nemen Aristoteles en Thomas van Aquino naast de apostel Johannes een belangrijke plaats in.
De broeders dragen een grauw habijt met scapulier.

## Misbruik stichter en broeders
In 2013 geeft de toenmalige prior-generaal van de broeders, pater Thomas Joachim, in een brief aan dat er getuigenissen zijn van meerdere vrouwen die door pater Philippe geestelijk begeleid werden. In 2016 werden deze en nieuwe getuigenissen in een brief bevestigd door de congregatie voor de Instituten van Gewijd Leven en Gemeenschappen van Apostolisch Leven. Tijdens het Algemeen Kapittel van 2019 hebben de broeders voor een verklaring gestemd over hun relatie tot de stichter die luidt: "Bijgevolg refereren de broeders niet langer meer naar hem als een norm bij het actualiseren van hun charisma. De broeders nemen vandaag de dag afstand van hem en wij veroordelen ondubbelzinnig zijn misdadig handelen (gewetensmisbruik, machtsmisbruik en seksueel misbruik), alsmede de disfuncties die zij hebben veroorzaakt".  Op 26 juni 2023 is het rapport gepubliceerd van de interdisciplinaire commissie dat onderzoek heeft gedaan naar het misbruik van onze stichter en sommige broeders op historisch, theologisch psychologisch en systemisch vlak .

## Bestuur en vestigingen
Sinds het aftreden van de stichter als generaal overste in 2001 zijn er drie generaal oversten (allen uit Frankrijk) verkozen: 

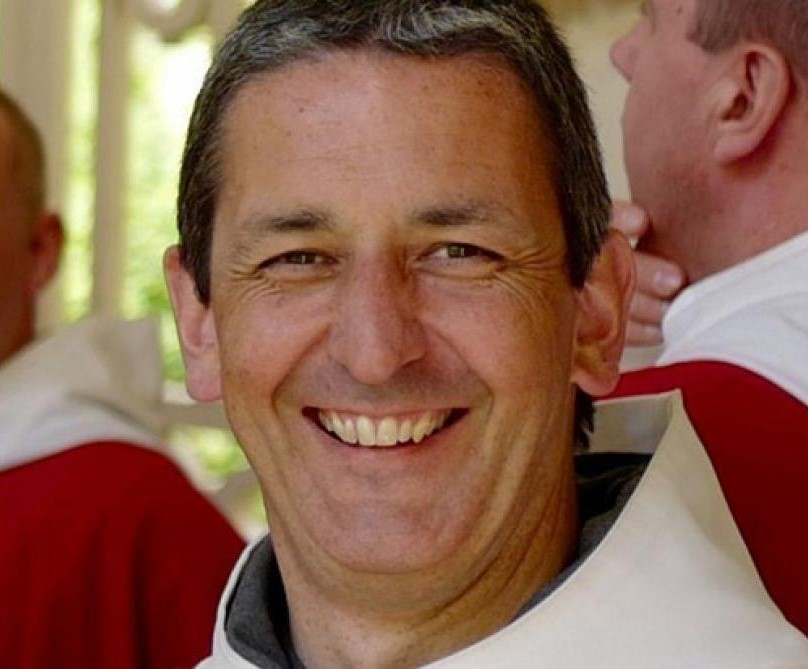
Fr. FX Cazali CSJ

- 2001–2010: P. Jean-Pierre-Marie Guérin-Boutard
- 2010–2019: P. Thomas Joachim
- sinds 2019: P. François-Xavier Cazali

Sinds 2022 is de congregatie ingedeeld in 5 provincies en een Generaal-vicariaat (2 vestigingen in Frankrijk) 
- Provincie Afrika (10 vestigingen in Kameroen, Ivoorkust, Guinee, Senegal, Togo en Ethiopië )
- Provincie Amerika (7 vestigingen in Brazilië, Mexico en de VS)
- Vice-Provincie Azië (5 vestigingen in Filipijnen, Taiwan en Nieuw-Zeeland)
- Provincie Europa (9 vestigingen in België, Nederland, Engeland, Oostenrijk, Zwitserland, Italië, Litouwen en Roemenië)
- Provincie Frankrijk (16 vestigingen)

Leken kunnen verbonden zijn met de gemeenschap via een vriendenkring en daarnaast ook als seculier oblaat.

## Statistieken
In 2020 waren er 453 broeders. 85 broeders volgden op dat moment de opleiding. 
Naast de Broeders telt de Familie van Sint-Jan 40 contemplatieve zusters en ongeveer 150 apostolische zusters. Ook zijn er seculiere oblaten.
- De gemiddelde leeftijd van de broeders is ongeveer 50 jaar.
- Onder de broeders bevinden zich 33 nationaliteiten.